# Dateneigner
Dateneigner (auch Dateneigentümer, englisch data owner) ist ein Begriff aus dem Informationsmanagement. Analog zum Prozesseigner, der für einen bestimmten Prozess zuständig ist, ist der Dateneigner für einen bestimmten Teil der Unternehmensdaten (zum Beispiel für Lieferantendaten) zuständig. Seine Rolle bewegt sich im Rahmen der Governance und der Qualität von Daten. Er sorgt für die Umsetzung der Standards und Richtlinien, die vom Governance-Komitee oder vom für die Qualitätssicherung von Daten zuständigen Gremium verabschiedet wurden. Der Dateneigner ist üblicherweise ein Manager, dem für die Erfüllung seiner Aufgaben ein Datensteward zuarbeitet. 
In der Literatur werden die Begriffe Dateneigner und Datensteward nicht einheitlich verwendet. So benutzt beispielsweise Boris Otto für den Dateneigner den Terminus Chief Steward, den Datensteward nennt er Business Data Steward, weiter führt er den Technical Data Steward als Experten für die technische Repräsentation der Daten in Anwendungssystemen ein, der eher dem Datenbankadministrator nahekommt.
Die Notwendigkeit für die Etablierung der Rolle eines Dateneigners bzw. der zugehörigen Funktion zeigt sich in Unternehmen insbesondere bei Datenintegrationsvorhaben wie dem Aufbau und Einsatz von Datenlagern und bei der Fusion von Firmen. 

## Aufgaben
Die Aufgaben des Dateneigners umfassen nach Meyer und Winter die folgenden drei Aspekte:
1. Dateninhalte und Verwendung: Fachliche Seite der Daten im Hinblick auf die Bedeutung und die Qualität der Daten sowie den Verwendungszweck. 
- Definition der Bedeutung (Semantik) des Datums inklusive der fachlichen Beschreibung der Daten (Metadaten)
- Fachlich korrekte Abbildung der Realität auf die Daten
- Festlegung von Wertebereichen der Attribute, von Identifikationen der Informationsobjekte und vom Aufbau der Klassifikationssysteme (fachliche Sicht, nicht hingegen die technische Sicht, für die der Datenbankadministrator zuständig ist)
- Definition des Qualitätsanspruchs (z. B. Vollständigkeit, Datenintegrität, Aktualität) im Rahmen der Qualitätssicherung der Daten (Qualitätsplanung und Überwachung).
- Festlegung ggf. Reduzierung/Erweiterung des Einsatz-/Verwendungszwecks

2. Algorithmen und Methoden: Ableitung von Daten (z. B. Aggregation) auf Basis bestehender Daten 
- Definition von Logiken und Extraktions- und Transformationsregeln zur Umwandlung von feingranularen Daten in die managementorientierten Sichten, was vor allem bei Datenlagern zum Tragen kommt
- Definition von abgeleiteten Daten (z. B. Berechnung des Mindestverwendbarkeitsdatums einer Charge aus Herstelldatum und Haltbarkeitsfrist)

Diese Rolle des Dateneigners bzw. Datenstewards wird auch als Measure Owner bezeichnet. 
3. Entwicklung und Datenbereitstellung
- Festlegung der Zuständigkeiten für Erhebung, erstmalige Erfassung und laufende Aktualisierung
- Definition des Schutz- und Sicherheitsanspruchs (z. B. Vertraulichkeit gemäß den Regeln für den Informationsschutz)
- Auskunftsbereitschaft über Bedeutung, Zuständigkeiten, …
- Weitergabe der Daten an Dritte und Begründung für Ablehnung (z. B. Verweigerung aus rechtlichen Gründen) und ggf. Festlegung einer Gegenleistung
- Sicherstellung, dass Daten nach ihrer Nutzung im notwendigen Maße (z. B. wegen Behördenauflagen) archiviert und ggf. wieder verfügbar gemacht werden.

## Kenntnisse und Fähigkeiten
Dateneigner wie auch Datensteward sollen die fachlichen Zusammenhänge – vor allem die Geschäftsprozesse, in denen „ihre“ Daten anfallen – kennen; insofern ist es sinnvoll, dass Dateneigner wie auch Datensteward aus einem der betroffenen Fachbereiche kommen. Für den Datensteward sind analytische Fähigkeiten unerlässlich, um in Zusammenarbeit mit den Erstellern der in den Projekten entwickelten Datenmodellen erkennen zu können, ob diese verträglich mit der Datenlandschaft des Unternehmens sind bzw. ob Anpassungen am Datenmodell des Projektes oder am unternehmensweiten Datenmodell (UwDM) erforderlich sind. Für die Abstimmungen mit den Projektteams wie auch mit dem Dateneigner sind vor allem Teamfähigkeit und die Beherrschung von Argumentations- und Präsentationstechniken unabdingbar. 

## Rahmenbedingungen
Zur effizienten Erfüllung der Aufgaben von Dateneigner und Datensteward sind folgende Voraussetzungen zu schaffen.
- Zumindest die Leiter der Fachbereiche – besser noch die Geschäftsleitung – müssen sich der Bedeutung von Datenzuständigkeiten bewusst sein und Dateneigner wie auch Datenstewards benennen und für hinreichende zeitliche Verfügbarkeit zur Bewältigung der oben angeführten Aufgaben neben deren sonstigen Aufgaben sorgen.
- Data Owner müssen vom Governance-Komitee oder der Geschäftsleitung mit Kompetenzen ausgestattet werden, was die Entscheidungen über die oben angeführten drei Aspekte betrifft.